# Еппельборн
Еппельборн (нім. Eppelborn) — громада в Німеччині, знаходиться в землі Саар. Входить до складу району Нойнкірхен.
Площа — 47,04 км2. Населення становить 16 465 ос. (станом на 31 грудня 2021).